# Sophona xanthotarsis
Sophona xanthotarsis is een vlinder uit de familie wespvlinders (Sesiidae), onderfamilie Tinthiinae.
Sophona xanthotarsis is voor het eerst wetenschappelijk beschreven door Eichlin in 1986. De soort komt voor in het Neotropisch gebied.